# جيسون كوماس
جيسون كوماس (بالإنجليزية: Jason Koumas)‏ (مواليد 25 سبتمبر 1979 في ريكسهام - ويلز) لاعب كرة قدم ويلزي ذو أصول يونانية قبرصية يلعب حاليا لصالح نادي الدرجة الممتازة ويجان أتلتيك الإنجليزي منذ 2007 في مركز قلب الدفاع . .

## مسيرته الكروية
لعب جيسون كوماس خلال مسيرته الاحترافية مع 4 أندية في ستة عشر موسمًا وسجل خلالها 68 هدفًا ضمن 422 مباراة. ولم يفز بأي موسم بالكأس أو بالدوري.
خاض جيسون كوماس مسيرته مع نادي ترانمير روفرز في موسم 1998–99 في المرة الأولى ليلعب معه خمسة مواسم ثم في موسم 2013–14 ولمدة موسمين، مشاركًا طوالها في 178 مباراة سجل خلالها 29 هدفًا. ثم انتقل إلى نادي وست بروميتش ألبيون في موسم 2002–03 في المرة الأولى واستمر معه طيلة ثلاثة مواسم ثم في موسم 2006–07 لمدة موسم واحد، حيث شارك طوالها في 123 مباراة سجل خلالها 23 هدفًا. لينتقل بعدها إلى نادي كارديف سيتي في موسم 2005–06 في المرة الأولى لمدة موسم واحد ثم في موسم 2010–11 لمدة موسم واحد، مشاركًا طوالها في 67 مباراة سجل خلالها 14 هدفًا. ثم انتقل إلى نادي ويغان أتلتيك في موسم 2007–08 واستمر معه طيلة ثلاثة مواسم، مشاركًا في 54 مباراة سجل خلالها هدفين.

## روابط خارجية
- جيسون كوماس على موقع الاتحاد الأوربي (الإنجليزية)
- جيسون كوماس على موقع قاعدة بيانات كرة القدم.إي يو (الإنجليزية)
- جيسون كوماس على موقع ناشيونال فوتبول تيمز (الإنجليزية)
- جيسون كوماس على موقع Soccerbase.com (لاعب) (الإنجليزية)
- جيسون كوماس على موقع عالم كرة القدم.نت (الإنجليزية)
- جيسون كوماس على موقع كووورة